# نادي اتحاد دوانس (النيجر)
نادي اتحاد دوانس الرياضي بنيامي هو نادي كرة قدم نيجري مقره في نيامي. فاز الفريق بدوري النيجر الممتاز مرة واحدة. 

## الإنجازات
- دوري النيجر الممتاز: 1

2013

## الظهور في البطولات الأفريقية
- دوري أبطال أفريقيا: مرة واحدة

2014 – الدور التمهيدي
- كأس الاتحاد الكونفدرالي الأفريقي: ولا مرة